# Les Allumeuses (film)
Pour les articles homonymes, voir Allumeuse.
Pour plus de détails, voir Fiche technique et Distribution.
Les Allumeuses (Interrabang) est un giallo italien réalisé par Giuliano Biagetti et sorti en 1969. Le titre original fait allusion à l' « interrobang », nom anglais du point exclarrogatif, un symbole que le personnage de Valeria (jouée par Haydée Politoff) porte en pendentif tout le long du film.
À la sortie française en salles ainsi que dans certaines éditions en vidéo, des séquences pornographiques françaises additionnelles non autorisées ont été ajoutées dans le film.

## Synopsis
Par une belle journée d'été, quatre personnes se rendent pour une séance photo de mode à bord d'un yacht de luxe près d'une île méditerranéenne rocheuse et déserte. Il s'agit de Fabrizio, un photographe célèbre et cynique, de sa femme Anna, tout aussi cynique et ambitieuse, de Valeria, la sœur d'Anna grincheuse et insatisfaite et de la belle mannequin israélienne Maregalit. La séance photo est expédiée en une matinée, alors que l'animosité et les tensions se multiplient dans le groupe. Fabrizio se rend compte que le bateau est à court de carburant, mais il parvient à héler les occupants d'un bateau à moteur de passage pour qu'ils l'emmenent sur le continent se procurer un bidon d'essence. Restées seules, les trois femmes profitent de ces heures de vacances inattendues pour plonger dans les eaux claires de l'île ou s'allonger doucement pour bronzer. Mais bientôt des conflits surviennent, particulièrement entre les deux sœurs Anna et Valeria. Cette dernière, qui est entretenue financièrement par sa sœur, lui voue une haine sans bornes...

## Fiche technique
Sauf indication contraire, les informations mentionnées dans cette section peuvent être confirmées par la base de données cinématographiques IMDb,  présente dans la section « Liens externes ».
- Titre original : Interrabang[1] (litt. « Point exclarrogatif »)
- Titre français : Les Allumeuses ou Boumerang ou Trois Vicieuses sur une île ou Le Plaisir de la chair ou La Perverse ingénue[2]
- Réalisation : Giuliano Biagetti
- Scénario : Luciano Lucignani, Giorgio Mariuzzo (it), Edgar Mills
- Assistant à la réalisation : Giorgio Mariuzzo (it)
- Photographie : Antonio Borghesi (it)
- Montage : Marcella Bevilacqua
- Musique : Berto Pisano
- Décors : Tellino Tellini
- Sociétés de production : Salaria Film
- Pays de production :  Italie
- Langue de tournage : italien
- Format : Couleur (Eastmancolor)
- Durée : 93 minutes (1h33[1])
- Genre : Giallo
- Dates de sortie :
  - Italie : 31 décembre 1969
  - France : 17 juillet 1974[2]

## Distribution
- Haydée Politoff : Valeria
- Corrado Pani : Marco
- Beba Loncar : Anna
- Shoshana Cohen : Maregalit
- Umberto Orsini : Fabrizio
- Tellino Tellini : Garde-côte
- Edmondo Saglio : Garde-côte

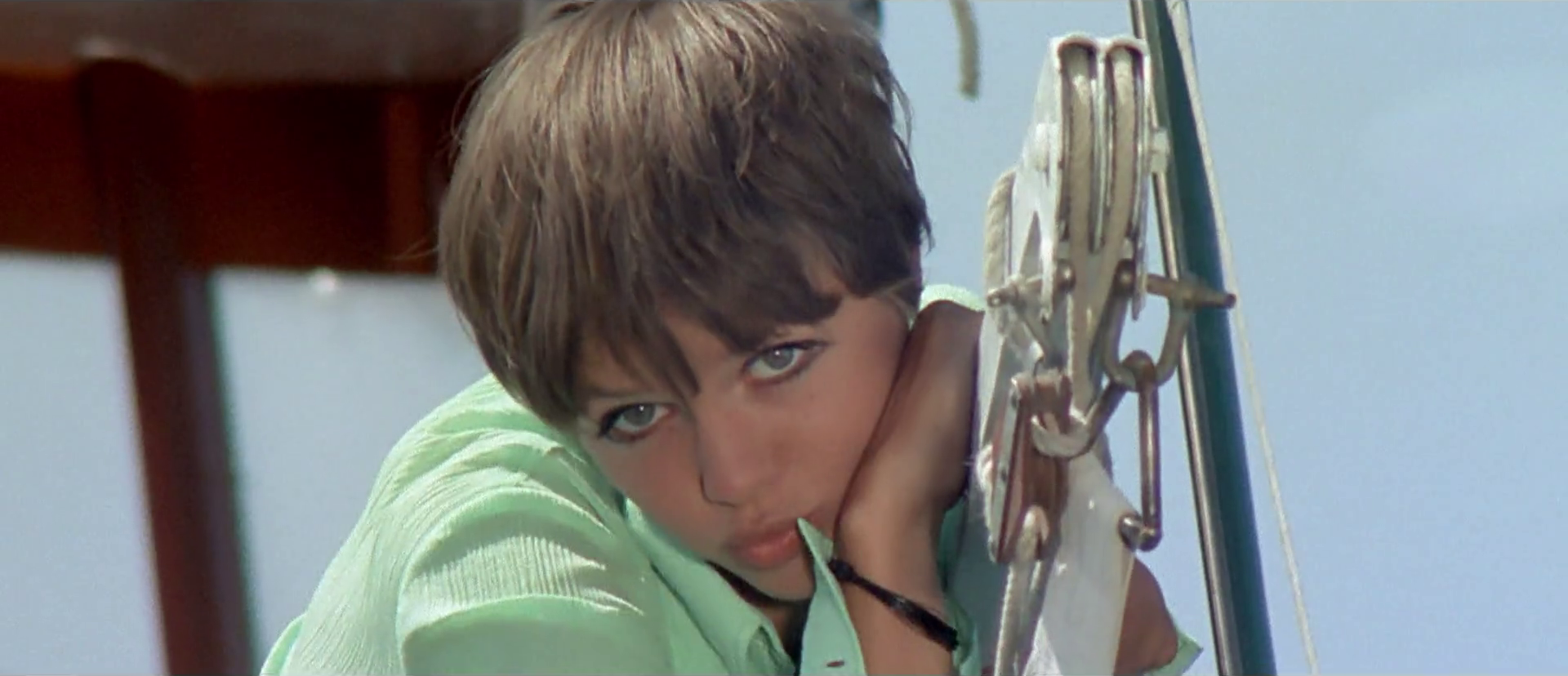
Valeria dans une scène du film.

- Antonietta Fiorito : La fille sur le hors-bord